# دانیل تی. جیوت
دانیل تی. جیوت (به انگلیسی: Daniel T. Jewett) سناتور سابق عضو حزب جمهوری‌خواه ایالات متحده آمریکا بود. وی در سال ۱۸۷۰ تا ۱۸۷۱ میلادی سناتور ایالت میزوری در سنای ایالات متحده آمریکا بود.